# Cryptocephalus trimaculatus
Cryptocephalus trimaculatus је врста тврдокрилца из породице буба листара (Chrysomelidae).

## Распрострањење
Живи у Средњој и Јужној Европи, и на Блиском Истоку. Немогуће је поуздано рећи где живи у Србији јер су налази врло ретки.

## Станиште
Насељава претежно рубове шума у којима доминирају храст и глог.

## Опис
Cryptocephalus trimaculatus је дуг 5,5 до 8 mm. Тело је овално и сјајно. Глава и пронотум су црни, а покрилца оранж или црвена, са по три црне мрље на сваком. Понекад су те мрље спојене. На покрилцима постоје подужни редови црних тачкица.

## Биологија
Одрасли инсекти се могу наћи од марта до маја, и од јула до септембра.